# Joseph Thomas
Joseph „Joe” Thomas – południowoafrykański bokser wagi półśredniej, olimpijczyk.
Brał udział w boksie (w wadze półśredniej) na letnich igrzyskach olimpijskich w 1920, które odbyły się w Antwerpii, zajmując 5. miejsce.